# Kloster Agapia

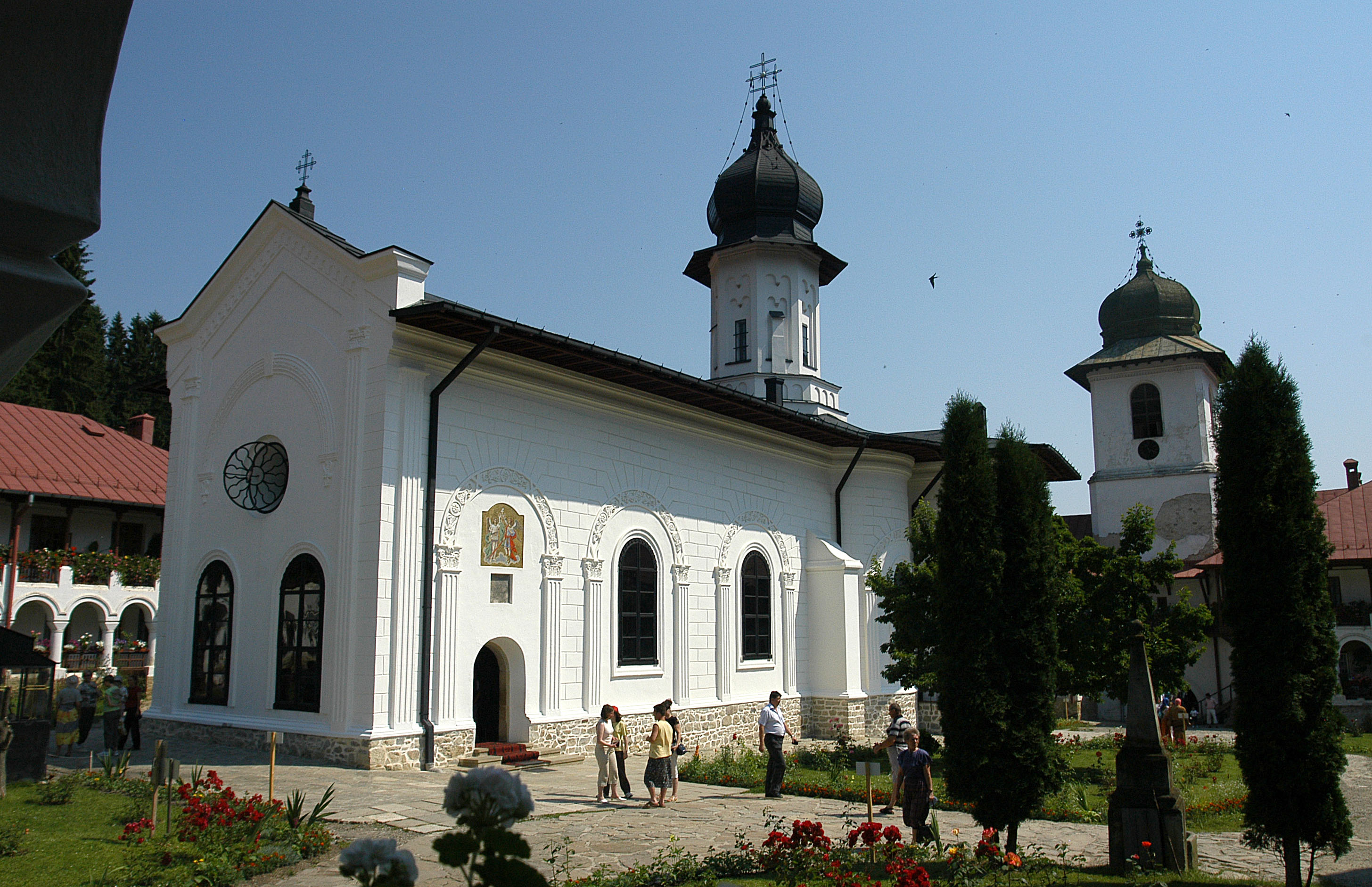
Das Kloster Agapia, Hofansicht mit Kirche und Glockenturm

Das Kloster Agapia (rumänisch Mănăstirea Agapia) ist ein Rumänisch-Orthodoxes Nonnenkloster in der Gemeinde Agapia, im Kreis Neamț, Bukowina, Rumänien. Das Kloster steht unter Denkmalschutz und liegt etwa zehn Kilometer südwestlich von Târgu Neamț.

## Geschichte

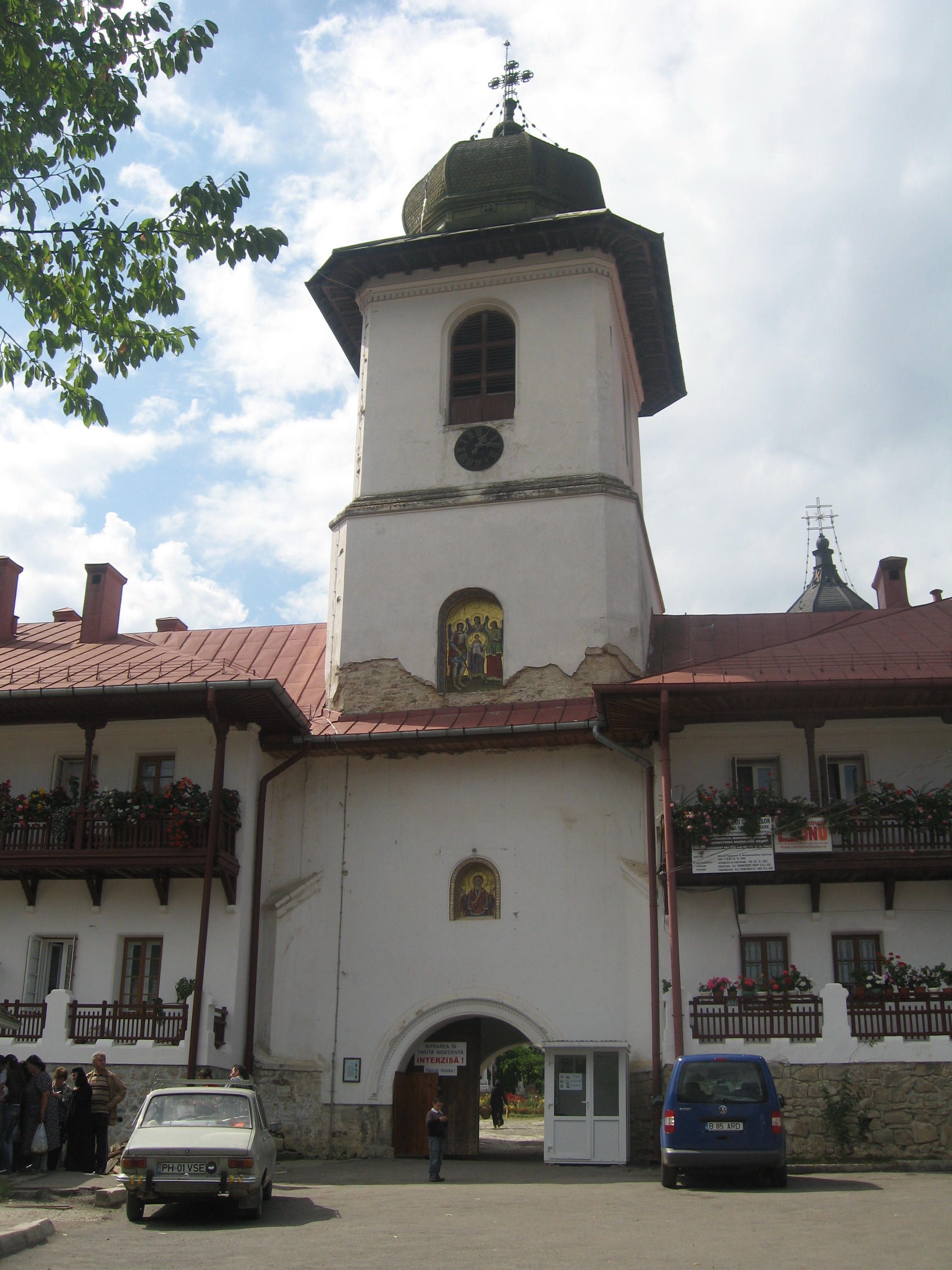
Glockenturm
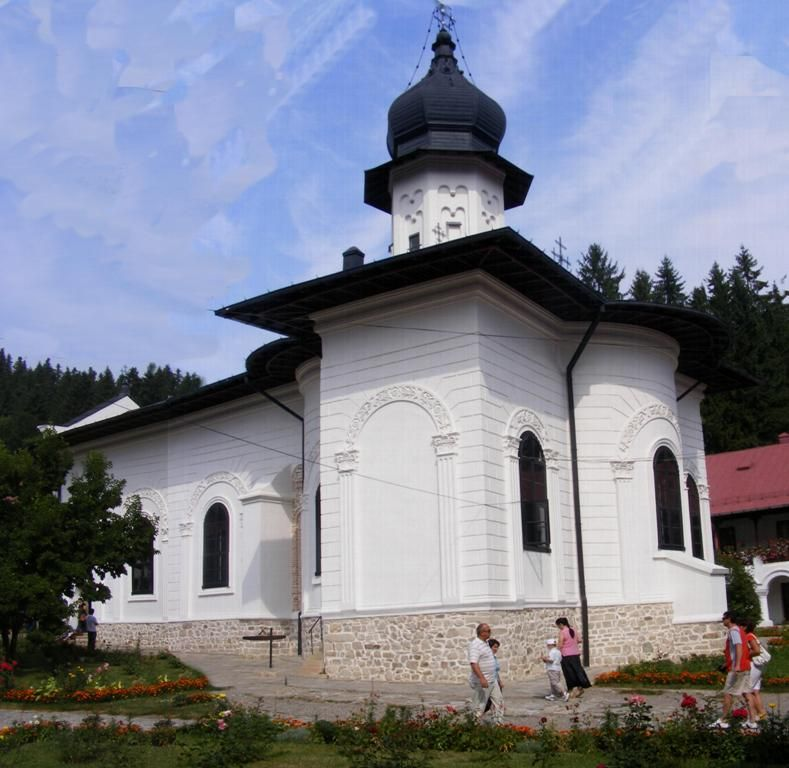
Kirche der heiligen Wojewoden
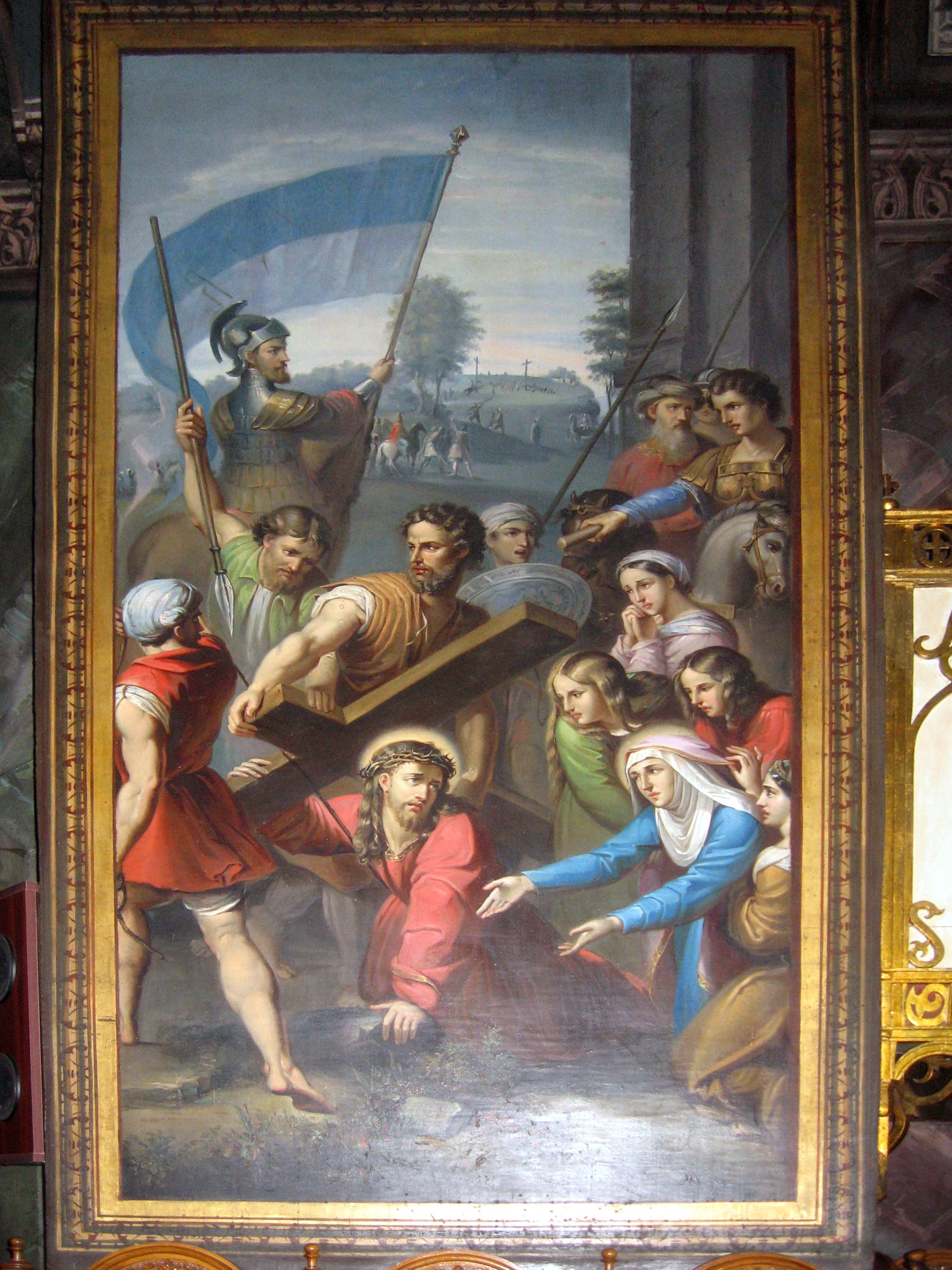
Der Weg nach Golgotha – Gemälde von Nicolae Grigorescu
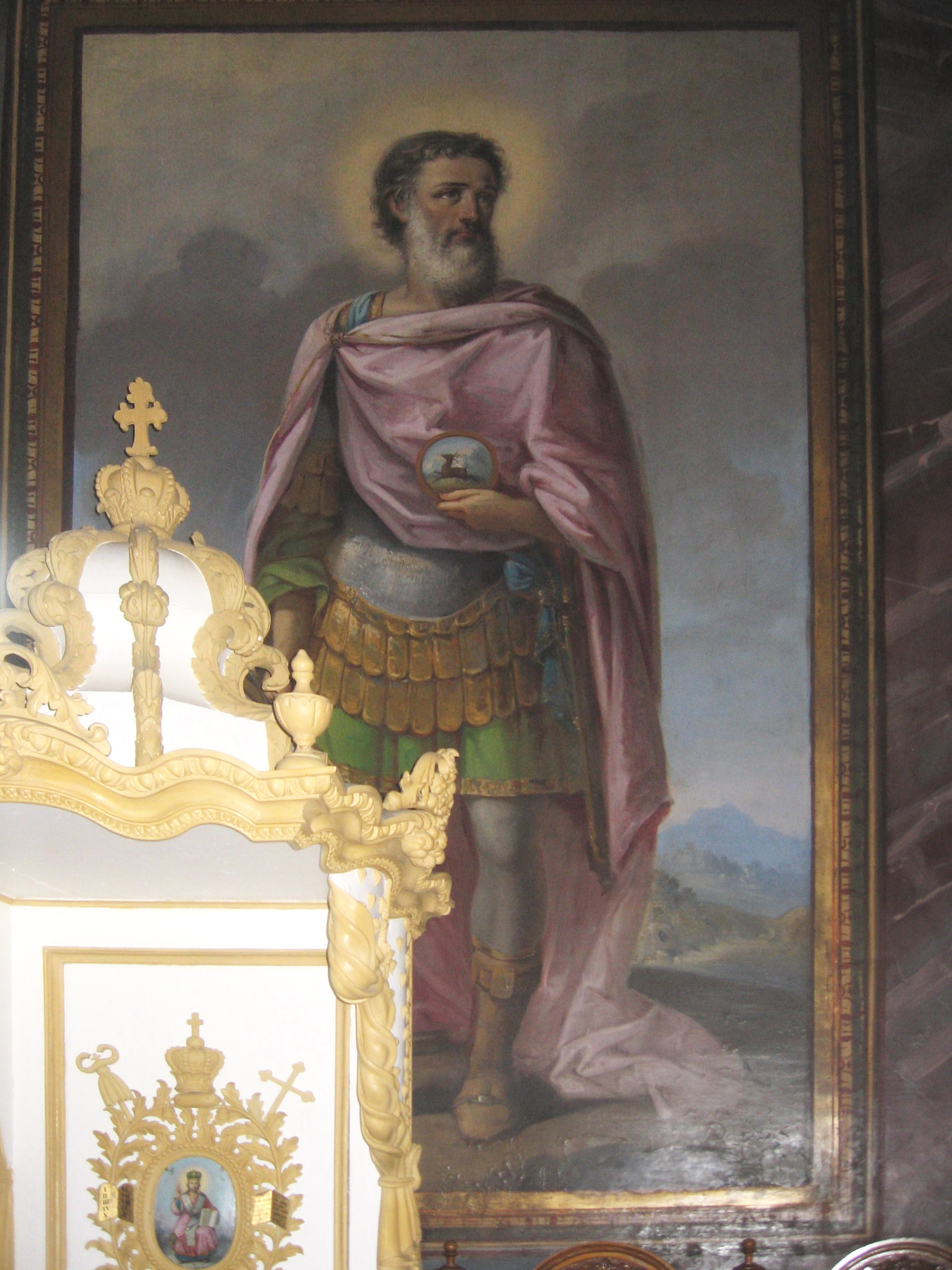
Heiliger Eustațiu – Gemälde von Nicolae Grigorescu
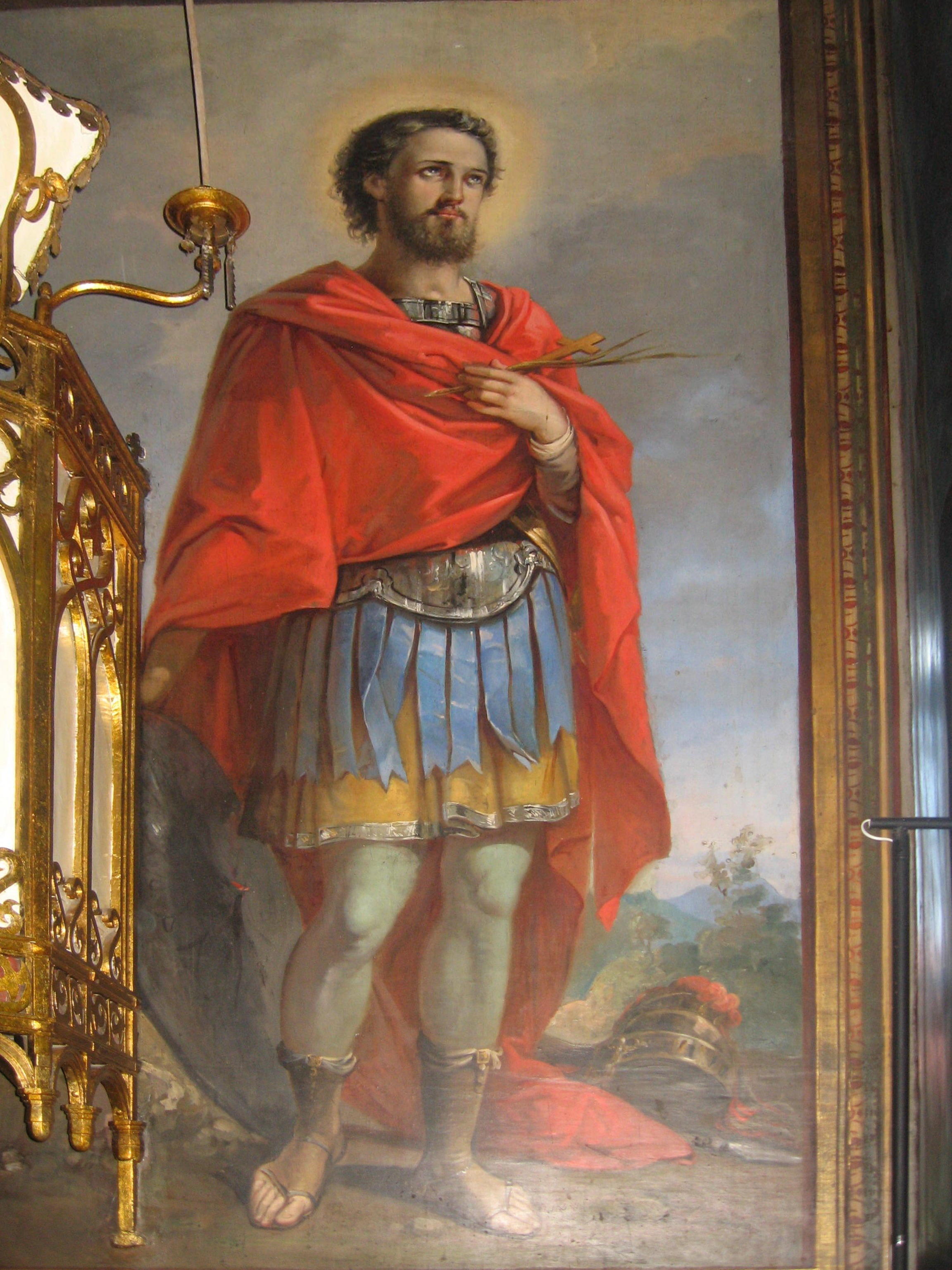
Heiliger Teodor Tiron – Gemälde von Nicolae Grigorescu
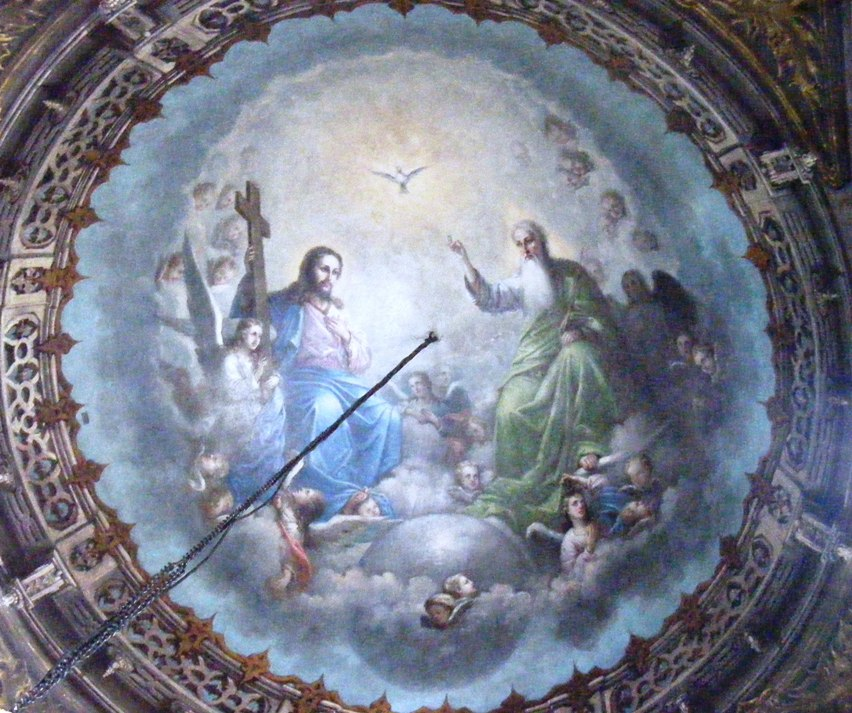
Die heilige Dreifaltigkeit – Gemälde von Nicolae Grigorescu

Das Kloster von Agapia wurde in den Jahren 1642 bis 1644 im Auftrag von Gavril, dem Bruder des Fürsten Vasile Lupu erbaut. Nachdem im Jahr 1644 die Kirche vollendet wurde, zogen vorerst Mönche ein.
Bei der Einweihung der Kirche nahmen Varlaam, der damalige Metropolit der Moldau und Fürst Vasile Lupu teil. Die Kirche wurde 1647 den Erzengeln Michael und Gabriel geweiht. Bis 1803 wurde es als Mönchskloster geführt.
Anlässlich der Umwandlung des Klosters in ein Nonnenkloster Mitte des 19. Jahrhunderts wurde die erste vollständige Restaurierung der Kirche durchgeführt. Zwischen 1858 und 1861 fertigte Nicolae Grigorescu die Innenmalerei und die Ikonostase an. Die Anlage verfügt über dicke Verteidigungsmauern und einen mächtigen Glockenturm. Die Häuser der Nonnen rund um die Kirche wurden von dem Hofarchitekten Enache Ctisi erbaut. Rund um das Kloster befinden sich mehr als 320 Häuser, die zum Klosterdorf gehören. Einige davon sind zwischen 150 und 200 Jahre alt. Zwischen 1995 und 2009 wurde eine vollständige Renovierung des Klosters durchgeführt.
Innerhalb der Mauern des Klosters leben über 500 Nonnen, die die Felder bearbeiten, Gemüsegärten bestellen, Teppiche weben und Stickereien anfertigen. Das Kloster ist für seine Teppiche und Stickereien bekannt. Die Teppiche des Parlamentspalasts in Bukarest wurden im Kloster Agapia angefertigt. Im 18. Jahrhundert war das Kloster eine Kopierschule für rumänische liturgische Manuskripte.

## Museum
Das Kloster hat ein Museum mit einer Sammlung historischer und künstlerischer Wertobjekte. Darunter befinden sich Ikonen aus dem 16. und 17. Jahrhundert, einige Fragmente der Ikonostase von Nicolae Grigorescu aus dem 17. Jahrhundert, Stoffe und Stickereien, Kreuze und andere religiöse Objekte, sowie alte Manuskripte und Teppiche nach moldauischer Art, die aus Ateliers des Klosters stammen.
Im Kloster Agapia schrieben viele wichtige Persönlichkeiten der rumänischen Literatur Meisterwerke. Unter ihnen waren: Mihai Eminescu, Bogdan Petriceicu Hasdeu und seine Tochter Iulia, Ion Luca Caragiale, Alexandru Vlahuță, George Coșbuc, Calistrat Hogaș, Duiliu Zamfirescu und andere. Hinter dem Kloster liegt das ehemalige Haus von Alexandru Vlahuță, das heute ein Museum ist.